# 韋斯特山
77°25′S 145°30′W / 77.417°S 145.500°W
韋斯特山（英語：Mount West）是南極洲的山峰，位於瑪麗伯德地，處於伍德沃山東南面17公里，屬於福特山脈的一部分，由美國研究隊命名，現時由南極條約體系管理。